# Williams FW24
O  FW24 é o modelo da WilliamsF1 da temporada de 2002 da F1. Condutores: Ralf Schumacher e Juan Pablo Montoya.
2002 foi um bom ano para a equipe apesar de ter conquistado apenas 1 vitória, assegurou o segundo lugar no mundial de construtores.

## Resultados[1]
(legenda) (em negrito indica pole position e itálico volta mais rápida)
| Ano  | Chassis | Motor       | Pneus | N° | Pilotos            | 1   | 2   | 3   | 4   | 5   | 6   | 7   | 8   | 9   | 10  | 11  | 12  | 13  | 14  | 15  | 16  | 17  | Pontos | Posição |  |
| ---- | ------- | ----------- | ----- | -- | ------------------ | --- | --- | --- | --- | --- | --- | --- | --- | --- | --- | --- | --- | --- | --- | --- | --- | --- | ------ | ------- |  |
|      |         |             |       |    |                    |     |     |     |     |     |     |     |     |     |     |     |     |     |     |     |     |     |        |         |  |
|      |         |             |       |    |                    | AUS | MAL | BRA | SMR | ESP | AUT | MON | CAN | EUR | GBR | FRA | GER | HUN | BEL | ITA | USA | JAP |        |         |  |
| 2002 | FW24    | BMW P82 V10 | M     | 5  | Ralf Schumacher    | Ret | 1   | 2   | 3   | 11† | 4   | 3   | 7   | 4   | 8   | 5   | 3   | 3   | 5   | Ret | 16  | 11† | 92     | 2°      |  |
| 2002 | FW24    | BMW P82 V10 | M     | 6  | Juan Pablo Montoya | 2   | 2   | 5   | 4   | 2   | 3   | Ret | Ret | Ret | 3   | 4   | 2   | 11  | 3   | Ret | 4   | 4   | 92     | 2°      |  |

† Completou mais de 90% da distância da corrida.